# Johann Conrad Oertli

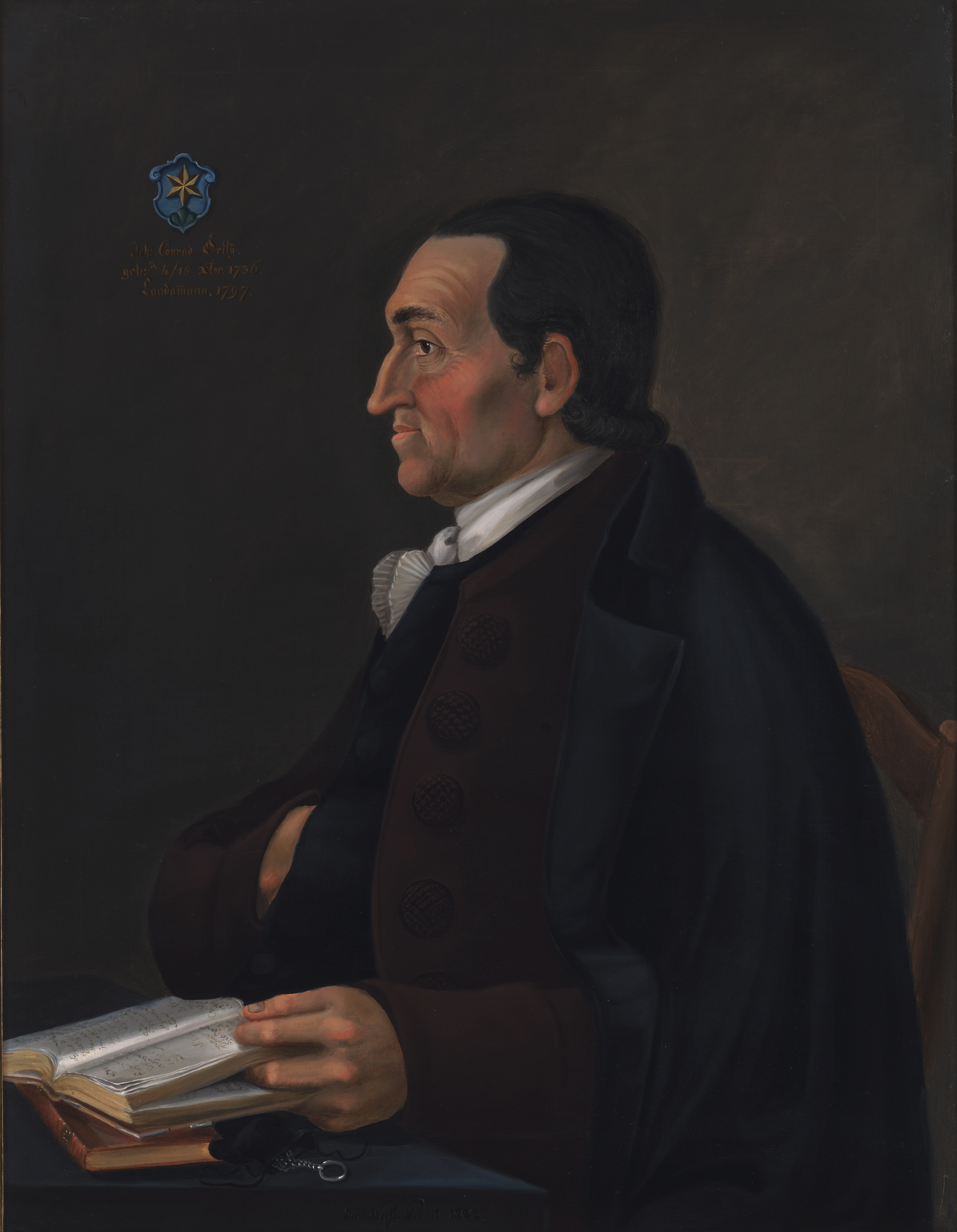
Johann Conrad Oertli, Landammann von Appenzell Ausserrhoden, Gemälde von Johannes Weiss (1797)

Johann Conrad Oertli (* 5. Dezember 1736 in Teufen; † 10. Juli 1809 ebenda; heimatberechtigt ebenda) war ein Schweizer Tierarzt, Mitglied des Kleinen Rats, Landammann und Tagsatzungsgesandter aus dem Kanton Appenzell Ausserrhoden.

## Leben
Johann Conrad Oertli war ein Sohn von Matthias Oertli, Müller und Landesstatthalter, und Anna Baumgartner. Im Jahr 1773 heiratete er Barbara Oertli, Tochter von Ulrich Oertli, Gemeindehauptmann. Zu ihren Kindern gehört der Arzt, Landesfähnrich, Tagsatzungsgesandte und Landammann Matthias Oertli.
Oertli war einer der ersten hauptberuflichen Ostschweizer Tierärzte. Im Jahr 1803 war er Mitglied eines kantonalen Sanitätskollegiums, das bei Viehseuchen konsultiert wurde. Von 1784 bis 1788 war er Ratsherr in Teufen. Von 1788 bis 1794 amtierte er als Landesfähnrich und von 1794 bis 1795 als Landeshauptmann. Von 1797 bis 1798 war er Landammann und Tagsatzungsgesandter. Im Jahr 1797 präsidierte er die Landbuchrevisionskommission. Als Spezialist für Viehseuchenbekämpfung schrieb Oertli zwei anonym erschienene Schriften und wurde verschiedentlich als Experte ins Ausland berufen. In den Jahren 1794 und 1795 reiste er nach Ulm. Dort forderte er erfolgreich Korn für die Landesversorgung.
Als Anhänger der alten Ordnung floh er 1798 mit der übrigen Landesregierung vor den Franzosen nach Vorarlberg. 1799 war er Statthalter der Interimsregierung.